# Литвинова Ольга Устимівна
О́льга Усти́́мівна Литви́́нова (дошлюбне прізвище — Данько; 4 червня 1948, Київ — 1 квітня 2023) — український музикознавець і педагог, кандидат мистецтвознавства з 1982 року; член Спілки композиторів України та Спілки театральних діячів України з 1989 року.

## Життєпис
Народилася 4 червня 1948 року в місті Києві. 1969 року закінчила Київське музичне училище, де була ученицею Леоніда Хейфеца-Поляковського; водночас із навчанням протягом 1968—1969 років викладала в Київській дитячій музичній школі № 2. 1974 року закінчила історико-теоретичний факультет Київську консерваторію, де навчалася у Тетяни Некрасової, Ігоря Пясковського.
Протягом 1975—1980 років працювала лаборанткою у Київській консерваторії. 1982 року закінчила аспірантуру при Інституті мистецтвознавства, фольклористики та етнології імені Максима Рильського Академії наук Української РСР, де під керівництвом Миколи Гордійчука захистила кандидатську дисертацію на тему: «Камерно-вокальний цикл у творчості українських радянських композиторів 60–70-х років».
У 1984—1992 роках — старший викладач кінофакультету Київського інституту театрального мистецтва; водночас у 1980—2003 та 2006—2014 роках працювала в Інституті мистецтвознавства, фольклористики та етнології імені Максима Рильського: з 1996 року — старший науковий співробітник. Останні роки, перед виходом на пенсію, працювала у відділі екранно-сценічних мистецтв та культурології.
Померла 1 квітня 2023 року після важкої хвороби.

## Наукова діяльність
Вивчала проблеми української опери, камерно-вокальних циклів, композиторської творчості 20 століття, музики кіно. Авторка словників-довідників, розділів і статей у колективних наукових монографіях, збірках праць, журналах, газетах. Серед робіт:
- «Пастелі» Павла Тичини в творчості українських композиторів // Українське музикознавство. 1978. Випуск 13;
- «Невідомі солдати» Пилипа Козицького // Музика. 1985. № 5;
- Яків Цегляр. 1987;
- Оперна творчість // Історія української музики. 1992. Том 4;
- Здобутки українських композиторів у художньому кінематографі повоєнних років // Мистецтвознавство України. 2000. Випуск 1;
- Музика українського кінематографу // Історія української музики. Том 5. 2004;
- Музика в кінематографі України: Каталог. Частини 1, 2. 2009; 2010;
- Музична культура України і документальний кінематограф (за матеріалами Центрального державний аудіовізуального та електронного архіву України імені Гордія Пшеничного). 2014.

Як музичний критик виступала із рецензіями в періодиці. Була авторкою і ведучою теле- і радіопередач, зокрема протягом 1984—1996 років вела «Шкільний екран».